# Prokop Josef Baudyš

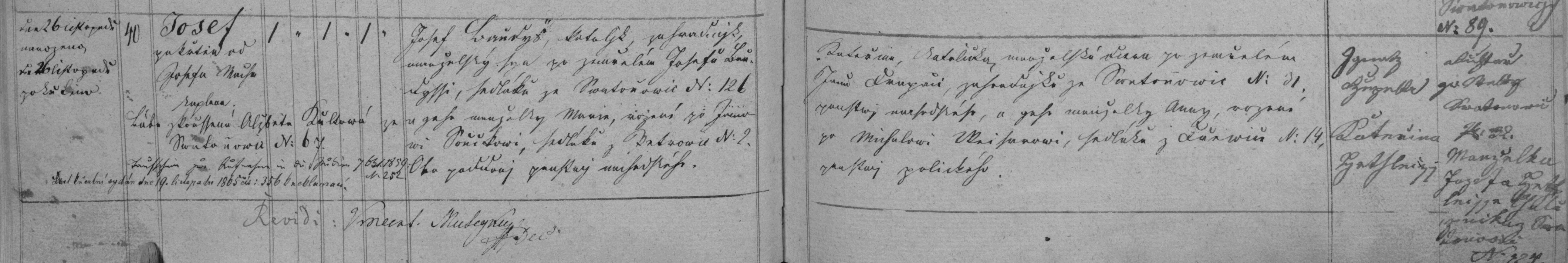
matriční zápis o narození Prokop Josefa Baudyše (matrika N 1835-1859 Velké Svatoňovice (SOA Zámrsk))

Prokop Josef Baudyš (25. listopadu 1845 Velké Svatoňovice – 24. ledna 1905, Praha, Emauzský klášter) byl český římskokatolický duchovní, benediktin Emauzského opatství v Praze a jeden z průkopníků českého liturgického hnutí.

## Život
Studoval na gymnáziu v Broumově a Litomyšli, 1871 byl v Hradci Králové vysvěcen na kněze a působil v Českých Vernířovicích a později v Německé Prusnici. Roku 1881 vstoupil do emauzského opatství a při obláčce přijal řeholní jméno Prokop (křestní jméno je Josef).
Zapojil se do liturgického hnutí, které na přelomu 19. a 20. století usilovalo o přiblížení katolické liturgie běžným věřícím. Prokop Baudyš proto vydal v roce 1891 český překlad latinského misálu k tehdejší ("tridentské") liturgii. Šlo o vůbec první český překlad misálu, určený pro běžné účastníky bohoslužeb.
Zemřel v Praze v Emauzském klášteře v lednu roku 1905. Pohřben je v hrobce emauzských benediktinů na pražském Vyšehradském hřbitově.

## Vlivy
Na Baudyšovo dílo navázal později Marian Schaller, OSB, rovněž mnich Emauzského opatství. Vydal vlastní překlad misálu, založený na revizi misálu Baudyšova. Toto dílo se později stalo známým jako tzv. Schallerův misál.